# Terytoria zależne Stanów Zjednoczonych

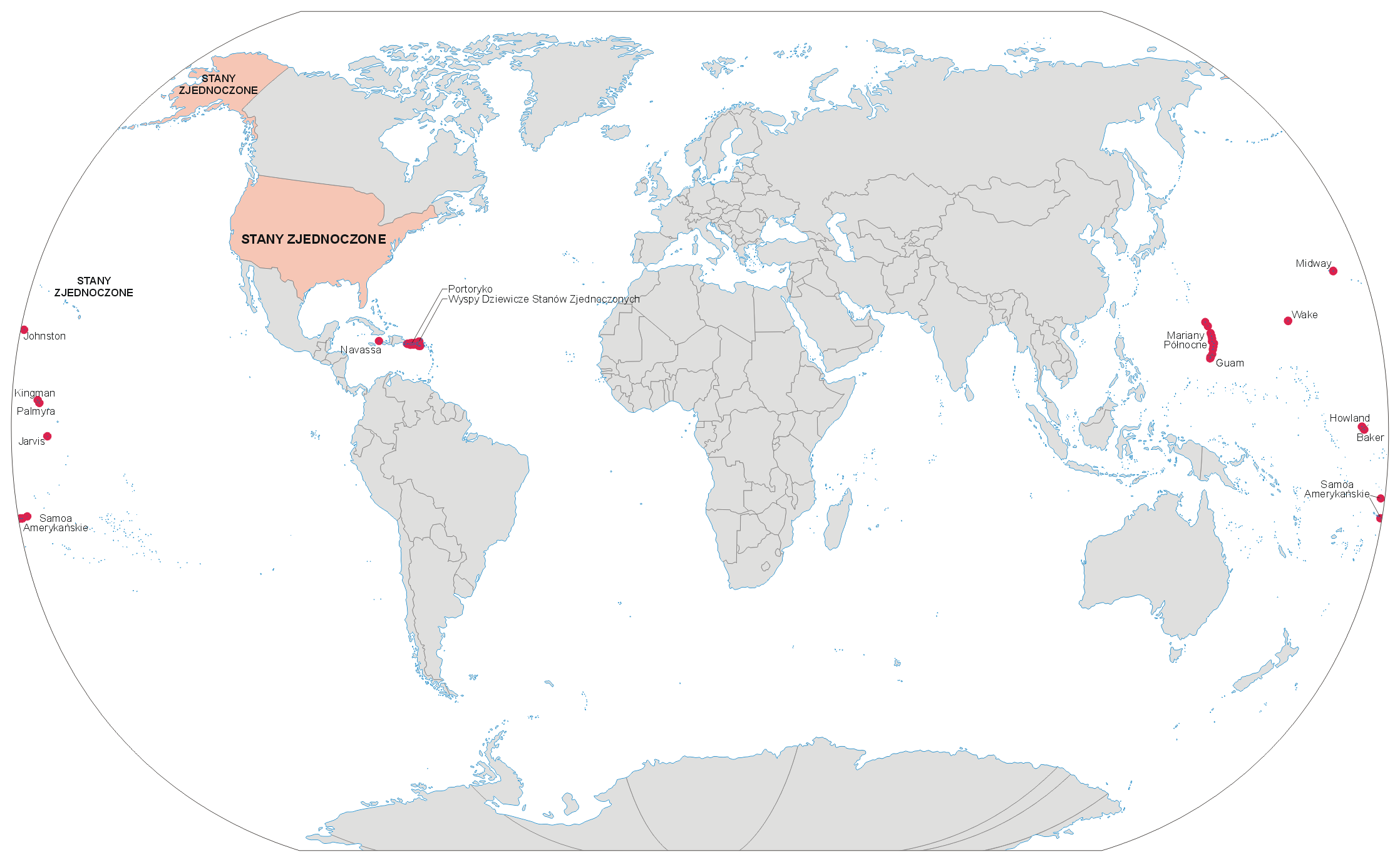
Terytoria zależne Stanów Zjednoczonych

Stany Zjednoczone są jednym z ośmiu państw świata posiadających terytoria zależne. Terytoria te położone są w Oceanii (11 terytoriów) i na Karaibach (3 terytoria). Spośród tych 14 terytoriów na 9 nie ma stałych mieszkańców (na trzech z nich jest personel wojskowy lub naukowy).
Poszczególne posiadłości mają różne statusy, formy autonomii i formy zależności od Stanów Zjednoczonych:
Nieinkorporowane terytorium stowarzyszone:
- Mariany Północne
- Portoryko

Nieinkorporowane terytorium zorganizowane:
- Guam
- Wyspy Dziewicze Stanów Zjednoczonych

Nieinkorporowane terytorium niezorganizowane:
- Baker
- Howland
- Jarvis
- Johnston
- Kingman
- Midway
- Navassa
- Samoa Amerykańskie
- Wake

Inkorporowane terytorium niezorganizowane:
- Palmyra